# Aretha Brown
Aretha Brown, ou Aretha Stewart-Brown (nascida em 11 de novembro de 2000), é uma jovem ativista indígena australiana, comediante, artista e ex-primeira-ministra do Parlamento Nacional da Juventude Indígena.
Brown apareceu fazendo palestras, discursos e cerimônias de reconhecimento de países para várias organizações, incluindo o Australian Council of Trade Unions, Landcare, Minus 18, Universidade de Melbourne, Serviços Sociais Jesuítas, One Tree Foundation, Mission Australia, Santuário da Lembrança, Triple J e para o Colégio Australiano de Cirurgiões Internacionais.

## Vida pregressa
Brown nasceu em Melbourne em 11 de novembro de 2000. Ela é filha do vocalista do rock Paul Stewart, dos Painters and Dockers, e da artista indígena contemporânea Donna Brown.
A família mudou-se para a pequena comunidade de Nambucca Heads, no norte de Nova Gales do Sul, para ficar mais perto do clã Gumbaynggirr, durante sua primeira infância. Mais tarde, eles retornaram a Melbourne para os estudos Aretha na Williamstown High School. Ela iniciou um curso de artes em 2019 na Universidade de Melbourne.

## Arte e ativismo
A arte de Brown é inspirada em sua casa nos subúrbios ocidentais de Melbourne e em sua jornada como uma adolescente queer. Sua primeira pintura Time is our our Side, You Mob de 2018 foi selecionada para a exposição Top Arts 2019 na National Gallery of Victoria.
A exposição mostra a exploração de questões contemporâneas por jovens artistas.
Em 2014, Brown foi selecionada para participar do 100º aniversário da campanha de Galípoli na Turquia, como representante do Estado australiano, em reconhecimento aos militares indígenas que lutaram durante a Primeira Guerra Mundial.
Em 2017, Brown dirigiu-se a cerca de 50.000 manifestantes em Melbourne no Dia da Austrália em um comício do Dia da Invasão, pedindo a mudança da data do feriado nacional. Ela falou na marcha de 2018 e em outros eventos e marchas da NAIDOC desde então. Brown também participou do Parlamento Nacional da Juventude em Camberra, onde foi escolhida por 60 de seus pares como a primeira mulher Primeira-Ministra da Juventude Indígena da Austrália. Nessa função, ela conheceu o Primeiro-Ministro Malcolm Turnbull, o líder da oposição Bill Shorten e o governador-geral Peter Cosgrove. Tim Watts, deputado local de Brown, parabenizou publicamente Brown na Câmara dos Representantes por suas conquistas.
Ela apareceu na ABC Radio Melbourne, no programa nacional ABC News Breakfast e na NITV falando sobre suas conquistas em Canberra. Em 2017, Brown apareceu no documentário da ABC TV Advice to My Twelve Year Old Self, sobre as líderes femininas da Austrália.